# Спундэ, Александр Петрович
Александр Петрович Спундэ (латыш. Spunde Aleksandrs; 1892—1962) — революционер, советский политический и государственный деятель.

## Биография
Родился 7 мая 1892 года в городе Цесисе Российской империи, ныне Латвия, в семье рабочего-столяра.
В 1907 году окончил Рижскую торговую школу и частные вечерние общеобразовательные курсы. Трудовую деятельность начал в 1908 году учеником торговой конторы в Риге, затем был управляющим книжным складом.

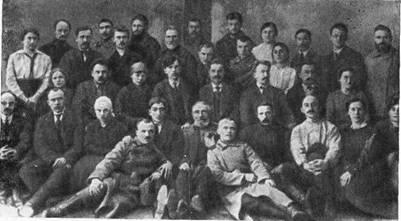
Группа политических ссыльных в Минусинске в 1916 году. Сидят во втором ряду: Р. Н. Шагов (четвертый справа), Ф. Н. Самойлов (пятый справа); стоят: Ю. Гавен (второй слева), А. Спундэ (десятый слева), А. Оввян (тринадцатая слева).
Член Социал-демократической партии Латышского края с 1909 года.
В 1913 году был осуждён к административной высылке в Енисейскую губернию.
В 1917 году был членом Уральского Совета и Уральского комитета РСДРП(б), а также членом Учредительного собрания.
В 1918 году работал товарищем комиссара Народного банка РСФСР и исполнял обязанности главного комиссара Народного банка РСФСР.
В 1919—1921 годах занимался государственной деятельностью — председатель Челябинского губернского организационного бюро РКП(б); председатель Омского губернского бюро РКП(б); председатель Енисейского губернского революционного комитета; председатель Енисейского губернского организационного бюро РКП(б); председатель Енисейского губернского комитета РКП(б); ответственный секретарь Донского областного комитета РКП(б); уполномоченный ВЦИК и Народного комиссариата продовольствия РСФСР по организации помощи голодающим в Калужской губернии; председатель Исполнительного комитета Вятского губернского Совета.
В 1922—1923 годах — управляющий Украинским отделением Государственного Банка СССР.
В 1924—1925 годах — член Дальне-Восточного бюро ЦК РКП(б).
В 1925—1926 годах — член Правления Всероссийского Союза сельскохозяйственных кооперативов.
В 1926 году — член Правления Всероссийского Коммунального Банка.
В 1926—1928 годах — заместитель Председателя Правления Государственного Банка СССР, член коллегии Народного комиссариата финансов СССР.
В 1931 году — член коллегии Народного комиссариата путей сообщения СССР.
С 1931 года находился на пенсии. В 1938 году был исключён из ВКП(б). В 1948—1951 гг. служил кассиром в Мосторге. В 1956 году восстановлен в КПСС.
Умер 19 сентября 1962 года в Москве.

## Исследования
Внутренняя необходимость понять происходящее в СССР привела Спундэ к началу работы над большим экономическим исследованием, частью которого стали «Очерки экономической истории русской буржуазии», написанные в 1948—1951 гг. (когда автор служил кассиром в Мосторге). Полный текст «Очерков» (около 200 стр. машинописи) хранится в архиве Института российской истории РАН. В 1988 г. небольшой фрагмент был опубликован в журнале «Наука и жизнь». Большой интерес представляет остро критическое отношение автора к деятельности Петра Великого: «Пётр талантливо и энергично делал огромное по своему значению реакционное дело, затормозившее развитие России на целую историческую эпоху».

## Семья
- Вторая жена — Анна Григорьевна Кравченко (1890—1984) — специалист в области библиотечного дела[3]